# Емил Хегле Свендсен
Емил Хегле Свендсен (норв. Emil Hegle Svendsen; Трондхејм, 12. јул 1985) је норвешки биатлонац, четвороструки олимпијски победник.
Свендсен је на Олимпијским играма дебитовао 2006. године када је наступао у само једној дисциплиним, масовном старту где је заузео 6. место. На Зимским олимпијским играма 2010, освојио је три медаље. Злато је освојио у појединачној трци на 20 километара и као део норвешка мушке штафете, а сребро у спринту. У потери је био 8, а у масовном старту 13. На својим трећим Олимпијским играма, у Сочију 2014. године Свендсен је освојио две златне медаље, у масовном старту и дебитантској дисциплини, мешовитој штафети. Са норвешком мушком штафетом био је 4. Два седма места заузео је у појединачној трци на 20 километара и у потери, а у спринту је био 9. У Пјонгчангу 2018. освојио је сребро са мушком и мешовитом штафетом и бронзу у масовном старту.
На Светским првенствима, Свендсен је до сада освојио 17 медаља, 11 златних.
Светски куп је освојио у сезони 2009/10, други је био у генералном пласману чак четири пута: 2010/11, 2011/12, 2012/13 и 2013/14, а трећи је био 2007/08 и 2008/09.
Као јуниор, освојио је седам медаља на Светским јуниорским првенствима, четири златне.